# مرده یا زنده ۶
مرده یا زنده ۶ (به انگلیسی: Dead or Alive 6) یک بازی ویدئویی در سبک مبارزه‌ای است که توسط استودیو تیم نینجا توسعه یافته و به‌وسیلهٔ کویی تکمو در ۱ مارس ۲۰۱۹ برای مایکروسافت ویندوز، پلی‌استیشن ۴، و ایکس‌باکس وان منتشر شد. این نوزدهمین قسمت در مجموعه بازی‌های مرده یا زنده و دنبالهٔ مرده یا زنده ۵ به‌شمار می‌رود. زنده یا مرده ۶ برای روند بازی بی عیب و نقص، زمین‌های مبارزه، و آموزش‌های مبتدی کاربر پسند مورد ستایش قرار گرفت، اما از عملکردهای حالت چندنفره و همچنین فقدان وجود حالت لابی در مود آنلاین در هنگام عرضه انتقاد شد.

## بازتاب‌ها
| گردآورنده | امتیاز                              |
| --------- | ----------------------------------- |
| متاکریتیک | PC: ۷۳/۱۰۰ PS4: ۷۲/۱۰۰ XONE: ۷۶/۱۰۰ |

| ناشر                    | امتیاز  |
| ----------------------- | ------- |
| الکترونیک گیمینگ مانثلی | ۷/۱۰    |
| فامیتسو                 | ۳۵/۴۰   |
| گیم اینفورمر            | ۶٫۷۵/۱۰ |
| گیم رولیشن              | [ ۷ ]   |
| گیم‌اسپات                | ۷/۱۰    |
| آی‌جی‌ان                  | ۷٫۷/۱۰  |
| پی‌سی‌گیمزان              | ۹/۱۰    |
| The Games Machine       | ۸٫۴/۱۰  |
| The Guardian            | [ ۱۲ ]  |

نسخه‌های مایکروسافت ویندوز و پلی‌استیشن ۴ این بازی بر اساس جمع‌بندی وبگاه متاکریتیک به‌طور کلی نقدهای مختلف یا متوسط را دریافت کردند، و نسخه اکس‌باکس وان عموماً مورد ستایش قرار گرفت.